# Высший антикоррупционный суд Украины
Высший антикоррупционный суд Украины (укр. Вищий антикорупційний суд, ВАКС); учрежден 11 апреля 2019 года. Первый приговор вынесен 30 октября 2019 г. Все дела о коррупции на Украине должны передаваться в этот суд. К юрисдикции суда относятся преступления, повлекшие ущерб, эквивалентный не менее 31 тысячи долларов США.

## История
В декабре 2016 года министр юстиции Украины Павел Петренко направил законопроект о создании суда в украинский парламент. Парламент принял окончательную версию этого закона 7 июня 2018 года. Закон о Высшем антикоррупционном суде Украины вступил в силу 14 июня 2018 г.. 26 июня 2018 года Президент Украины Петр Порошенко подписал закон «О создании Высшего антикоррупционного суда».
За время обсуждения в закон было внесено около 2000 поправок. МВФ назвал создание суда в качестве условия для выделения кредита Украине в размере 17,5 млрд долларов.
11 апреля 2019 года суд был официально создан указом Президента Порошенко . Назначено 38 судей. В тот же день судьи принесли присягу.
7 мая 2019 г. главой суда была избрана Е.В.Танасевич. Суд начал работу 5 сентября 2019 года; первый приговор вынесен 30 октября 2019 года. По состоянию на сентябрь 2020 судом рассмотрено 17 дел. Большинство вынесенных вердиктов поддержали обвинение.

## Оценки деятельности
По мнению профессора юридического факультета Гарвардского университета Мэтью Стеффенсона основным отличием ВАСУ от других судов Украины есть роль международных экспертов которые защищают его от контроля со стороны коррумпированных элит. При этом часть украинских депутатов и экспертов права видят в этом риск иностранного влияния на судебную систему.
Создание и работа суда была позитивно отмечено международной деловой прессой.